# Leptosphaeria littoralis
Leptosphaeria littoralis är en svampart som beskrevs av Sacc. 1877. Leptosphaeria littoralis ingår i släktet Leptosphaeria och familjen Leptosphaeriaceae.   Inga underarter finns listade i Catalogue of Life.